# Jenny König

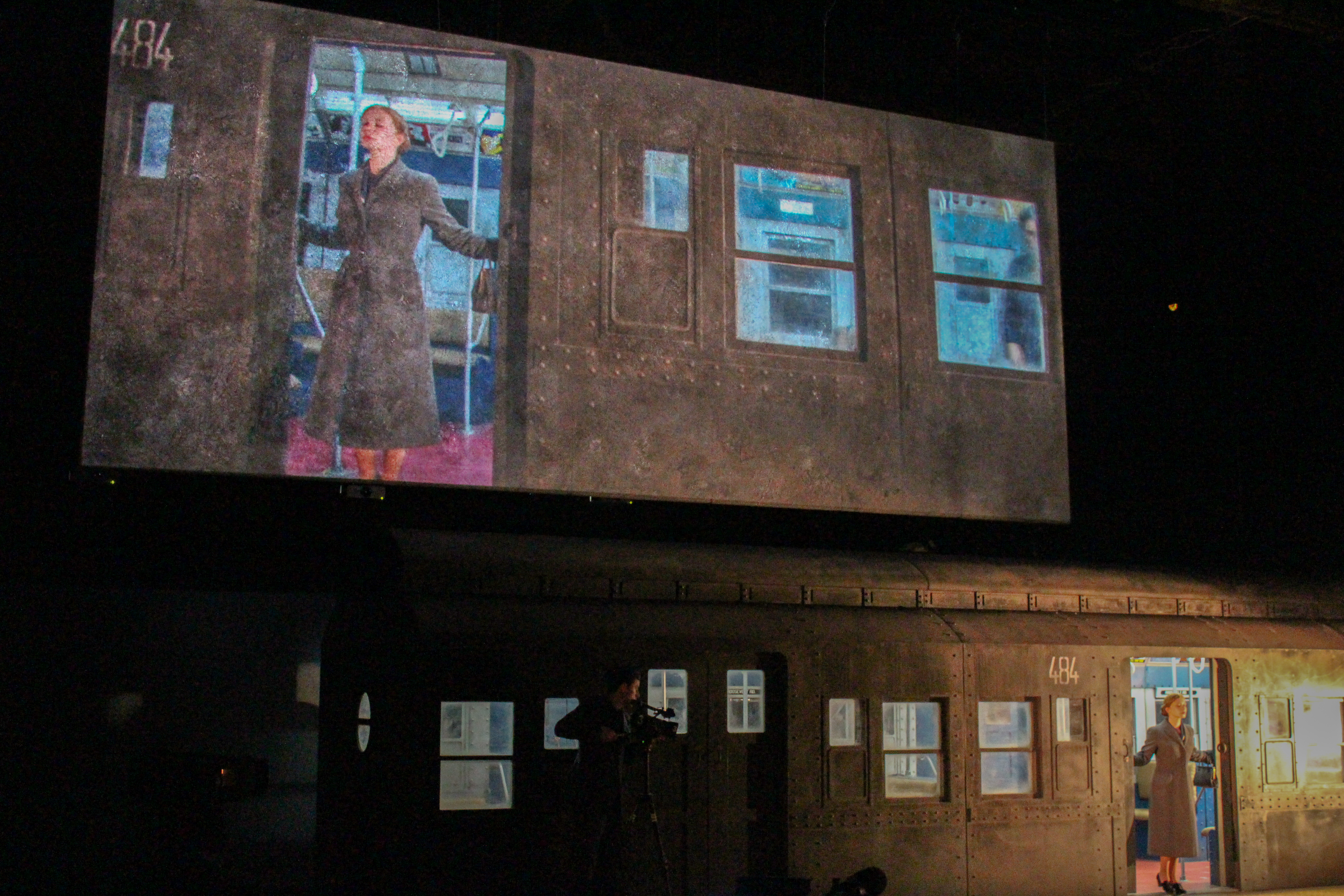
Jenny König in Forbidden Zone, Salzburger Festspiele 2014

Jenny König (* 1986 in Eisenach) ist eine deutsche Schauspielerin.

## Leben und Werk
Von 2006 bis 2010 studierte König Schauspiel an der Hochschule für Musik und Theater Hannover, an der sie 2008 ein Stipendium erhielt. Bereits während des Studiums übernahm sie einige Rollen am Meininger Staatstheater und am Studiotheater Hannover, u. a. in Fragment Parzival nach Wolfram von Eschenbach und in Fine! von Paula Fünfeck. Von 2009 bis 2010 war sie festes Ensemblemitglied am Nationaltheater Mannheim und stand dort u. a. in Stücken von Felicia Zeller, Molière, Anne Rabe und Kathrin Röggla auf der Bühne sowie in Inszenierungen von Burkhard C. Kosminski, Cilli Drexel,  Ivo van Hove, Anna-Lena Kühner und Marcus Lobes.
Seit der Spielzeit 2011/12 ist sie als Ensemblemitglied an der Schaubühne am Lehniner Platz in Berlin engagiert. Dort spielte und spielt sie u. a. führende Frauenrollen in drei Shakespeare-Stücken: Ophelia und Gertrud im Hamlet, die Isabella in Maß für Maß in einer Koproduktion mit den Salzburger Festspielen, sowie die Hero in Viel Lärm um nichts. Die Inszenierungen stammten von Thomas Ostermeier und Marius von Mayenburg. In der Regie von Alvis Hermanis übernahm sie 2012 die Sonja in Maxim Gorkis Sommergäste. 2013 und 2014 war König in zwei Neuproduktionen von Duncan Macmillan (Text) und Katie Mitchell (Regie) beteiligt – als Frau in der Deutschsprachigen Erstaufführung von Atmen und als Claire Haber in der Uraufführung von Forbidden Zone, die im Rahmen der Salzburger Festspiele 2014 stattfand und danach an die Schaubühne übernommen wurde.

## Hörspiele (Auswahl)
- 2022: Georges Simenon: November (Lore) – Regie: Irene Schuck (NDR)
- 2024: Sophie Sumburane: Worüber man nicht spricht - Regie: Kirstin Petri (SWR Kultur)